# Cupaniopsis newmanii
Cupaniopsis newmanii là một loài thực vật có hoa trong họ Bồ hòn. Loài này được S.T.Reynolds mô tả khoa học đầu tiên năm 1984.